# The Chair in the Doorway
The Chair in the Doorway je páté studiové album americké hudební skupiny Living Colour. Vydala jej v září roku 2009 společnost Megaforce Records. Na produkci nahrávky se podíleli Doug Wimbish, Count, členové skupiny Living Colour a také Čech Milan Cimfe. Všichni producenti se na některých písních podíleli také autorsky.

## Seznam skladeb
1. „Burned Bridges“ – 3:37
2. „The Chair“ – 2:09
3. „Decadance“ – 3:20
4. „Young Man“ – 2:53
5. „Method“ – 4:20
6. „Behind the Sun“ – 3:40
7. „Bless Those (Little Annie's Prayer)“ – 5:04
8. „Hard Times“ – 2:48
9. „That's What You Taught Me“ – 3:45
10. „Out of My Mind“ – 3:42
11. „Not Tomorrow“ – 3:01
12. „(4 minutes, 33 seconds of silence)“ (skrytá skladba)
13. „Asshole“ – 2:51 (skrytá skladba)

## Obsazení
Living Colour
- Corey Glover – zpěv
- Vernon Reid – kytara, zvukový design, doprovodné vokály
- Doug Wimbish – baskytara, kytara, doprovodné vokály
- Will Calhoun – bicí, perkuse, klávesy, doprovodné vokály

Ostatní
- Becca de Beauport – klávesy, zpěv